# Liste von Sakralbauten in Kaarst
Die Liste von Sakralbauten in Kaarst listet gegenwärtige und ehemalige Sakralbauten in der nordrhein-westfälischen Stadt Kaarst auf. Zusätzlich werden hier auch Versammlungshäuser und -räume (ö. Ä.) von religiösen Gemeinschaften aus Kaarst sowie Trauerhallen auf Friedhöfen aufgeführt, die im engeren Sinne ja keine Sakralbauten sind.

## Liste
| Abbildung | Name                          | Religiöse Gemeinschaft / Typ        | Ortsteil, Adresse, Koordinaten               | Bauzeit                 | Beschreibung |
| --------- | ----------------------------- | ----------------------------------- | -------------------------------------------- | ----------------------- | --- |
|           | St. Aldegundis                | Römisch-Katholische Gemeinde        | Büttgen Pampusstraße 4, 41564 Kaarst         | ca. 1166                | Das erste Gotteshaus an dieser Stelle ist bereits Anfang des 9. Jahrhunderts nachgewiesen. Im 11. Jahrhundert wurde an gleicher Stelle eine 7 Meter × 11 Meter große Saalkirche mit rechteckigem Chor errichtet, auf deren Außenmauern ca. 1166 die heutige romanische Kirche erbaut wurde. Die Seitenschiffe wurden Ende des 12. Jahrhunderts hinzugefügt, der Turm mit seinen vier Geschossen entstand zwischen 1125 und 1250. Das erste Stockwerk beinhaltet die Michaelskapelle, im nächsten Stockwerk findet sich ein Vorratsraum und darüber befindet sich der Glockenstuhl. Im Jahr 1439 wurde der romanische durch einen gotischen Chor ersetzt sowie das Dach des Mittelschiffs in ein gotisches Steildach umgewandelt. Den Zweiten Weltkrieg überstand die Kirche ohne größere Beschädigungen, einzig der Turm, in dem zeitweilig ein deutscher Beobachtungsposten eingerichtet worden war, erhielt beim Einmarsch US-amerikanischer Truppen am 1. März 1945 acht Artillerietreffer, konnte jedoch bis Juli 1945 wieder instand gesetzt werden. In den Jahren 1959 bis 1960 wurde westlich der „alten“ Kirche ein neues Gotteshaus nach den Plänen des Kölner Architekten E. Schiffer erbaut, da sich die Erweiterung der alten Pfarrkirche als unzweckmäßig herausstellte – die Gemeinde besitzt dadurch zwei Kirchen. Die feierliche Einweihung der „neuen“ Pfarrkirche durch den Kölner Weihbischof Joseph Ferche konnte am 24. und 25. September 1960 gefeiert werden. |
|           | St. Antonius                  | Römisch-Katholische Gemeinde        | Vorst Antoniusplatz 13, 41564 Kaarst         | 1958                    | Im 14. Jahrhundert ist bereits eine kleine Einsiedelei nachgewiesen, zu der später eine Kapelle hinzukam. Ab 1779 wurde sie von der Pfarre St. Aldegundis mitbetreut, zu einigen Sonntagen und zu bestimmten Festen las ein Vikar dort eine heilige Messe. 1923 wurde die Gemeinde selbstständig, erst am 20. Januar 1957 konnte der Grundstein für das jetzige Kirchengebäude gelegt werden. Am 5. und 6. Juli 1958 wurde das neue Gotteshaus (eine Hallenkirche mit freistehenden Turn nach den Plänen des Neusser Architekten Gilges) durch den Weihbischof Joseph Ferche feierlich geweiht werden. Die Kapelle ist noch erhalten. |
|           | Antoniuskapelle               | Römisch-Katholische Gemeinde        | Vorst An der Kapelle 5, 41564 Kaarst         | 1401 / 1740 / 1967–1968 | Wie schon die Gemeinde St. Antonius geht die Antoniuskapelle auf eine Einsiedelei im Büttger Wald zurück, sie wird 1401 erstmals erwähnt. Im Jahr 1740 brannte die Einsiedelei ab, man baute sie aber an anderer Stelle wieder auf. Sie bestand aus einem kleinen Kirchenraum, einem Schulraum und der Wohnung der Eremiten. Nach Auflösung der Eremitage im 19. Jahrhundert war die Kapelle das Zentrum der Kapellengemeinde, von 1923 bis 1958 war sie die Pfarrkirche. In den Jahren 1967 bis 1968 wurde die Kapelle in ihren ursprünglichen Zustand (ca. Mitte des 18. Jahrhunderts) zurückgebaut, 1994 wurde der Innenraum neu gestaltet (Architekt Denecke, Neuss und Bildhauer Matthias Heiermann, Köln). |
|           | St. Martinus                  | Römisch-Katholische Gemeinde        | Kaarst Rathausstraße 12, 41564 Kaarst        | 1955 bis 1957           | An der Rathausstraße in Kaarst wurde in den Jahren 1955 bis 1957 ein neues Gotteshaus (mit dem Namen St. Martinus und den Plänen des Neusser Architekten Wilhelm Gilges) erbaut. Es handelt sich um eine Hallenkirche mit breitem, stützenfreien Hauptschiff und einem Nebenschiff, der Glockenturm ist durch einen niedrigen Quertrakt mit dem Kirchenbau verbunden. Die Gemeinde nutzte vor 1957 nur die Pfarrkirche Alt St. Martin, die noch erhalten ist. |
|           | Alt St. Martin                | Römisch-Katholische Gemeinde        | Kaarst Kirchstraße 5, 41564 Kaarst           | 13. Jahrhundert         | Dieses Gotteshaus wurde urkundlich erstmals im 13. Jahrhundert nachgewiesen, vermutlich geht sie aber auf die Zeit Karls des Großen zurück. Das Gebäude hatte im 11. Jahrhundert etwa die Gestalt einer romanischen dreischiffigen Basilika im Kleinformat. Durch den starken Zuzug (insbesondere aus dem Düsseldorfer Raum) wurde sie für die Gemeinde zu klein, die Gemeinde zog am Palmsonntag in das neue Gotteshaus St. Martinus auf der Rathausstraße. Im Jahr 1960 wurde beschlossen, die alte Kirche von späteren Erweiterungen zu befreien und in den ursprünglichen Zustand des 11. Jahrhunderts zurückzuversetzen. Die Arbeiten begannen im Jahr 1963, 1968 konnte die Kirche wieder gottesdienstlichen Leben zurückgeführt werden (wöchentliche Messen, Hochzeiten, Taufen etc.). |
|           | Sieben Schmerzen Mariens      | Römisch-Katholische Gemeinde        | Holzbüttgen Am Pfarrzentrum 12, 41564 Kaarst | 1933 / 1947 / 1971      | Im Jahr 1899 gründete sich ein Kapellenbauverein, der das Ziel hatte, ein katholisches Gotteshaus in Holzbüttgen zu errichten. Erst 1933 konnte (u. a. durch eine Landschenkung der Geschwister Höveler) die Notkirche St. Barbara aus Neuss (eine Holzbaracke) gekauft werden, das Gotteshaus konnte am 5. November 1933 geweiht werden. Da das Gebäude zwischenzeitlich sehr in Mitleidenschaft gezogen wurde, beschloss der Kirchenvorstand im Juni 1945, eine neue Kirche zu erbauen. Der Grundstein konnte am 8. Juni 1947 gelegt werden, ca. ein Jahr später konnte das neue Gotteshaus eingesegnet werden. Durch den schnellen Bevölkerungszuwachs und baulicher Schäden war (wieder) ein Neubau einer Kirche notwendig geworden, der Grundstein konnte am 23. Mai 1971 gelegt werden. Die Benedizierung erfolgte am 20. Mai 1972, die Konsekration durch den Weihbischof Wilhelm Cleven wurde am 22. Juni 1974 durchgeführt. Seit 1990 besitzt die Kirche nun einen achteckigen Glockenturm mit fünf unterschiedlich großen Glocken. |
|           | Auferstehungskirche           | Evangelische Landeskirchen-Gemeinde | Kaarst Grünstraße 5, 41564 Kaarst            | 1963                    | Am 25. Juli 1960 fasste Presbyterium der Evangelischen Kirchengemeinde Neuss den Beschluss, an der Grünstraße in Kaarst ein Gotteshaus mit einem Jugendheim zu erbauen. Die feierliche Einweihung konnte am 16. Juni 1963 gefeiert werden, die Gründung einer eigenen Kirchengemeinde konnte am 1. Januar 1964 durchgeführt werden. |
|           | Lukaskirche                   | Evangelische Landeskirchen-Gemeinde | Holzbüttgen Lindenplatz 11, 41564 Kaarst     | 1966                    | Im Jahr 1964 wurde die evangelische Kirchengemeinde Kaarst-Büttgen gegründet, am 22. Mai 1966 konnte der Grundstein für die Lukaskirche auf der Nordseite des Lindenplatzes gelegt werden. Am 28. November 1966 konnte dann das Gotteshaus (gestaltet nach den Plänen des Architekten Gerhard Kussler in Form eines Zeltes) durch den Kirchenrat Arnold Nieland vom Landeskirchenamt Düsseldorf feierlich eingeweiht werden. Die Konstruktion des Daches aus Leimbindern, Kehlbalken und Giebelbalken, genagelten Sparren und einer Innenverkleidung mit Profilbrettern aus russischer Lärche wurde bei der Einweihung als "ein Zelt Gottes, welches über die Gläubigen gespannt ist" gepriesen. Auf dem Gelände befinden sich (neben der Kirche) das Pfarrbüro, die Pfarrbücherei, der Gemeindesaal der evangelischen Kirche, der Lukaskindergarten, ein Jugendzentrum und ein Senioren-Internet-Cafe. Im Jahr 2009 errichtet der Bund der Vertriebenen vor der Kirche ein Glockenspiel zur Erinnerung an die alte Heimat in den ehemaligen deutschen Ostgebieten und zum Dank an die neue Heimat in Kaarst. |
|           | Johanneskirche                | Evangelische Landeskirchen-Gemeinde | Büttgen Novesiastraße 2, 41564 Kaarst        | 1980                    | Nachdem die alte evangelische Kirche in Büttgen zu klein geworden war, konnte 1980 an der Novesiastraße ein neues Gotteshaus erbaut werden. Im Altarraum und den Oberlichtern verkünden Bilder des Künstlers Heinz Lilienthal das Evangelium. |
|           | Hubertuskapelle               |                                     | Kaarst An der Alten Landwehr, 41564 Kaarst   | 1980                    | Nachdem ein altes Wegekreuz nicht mehr erreichbar war (Bau der Bundesautobahn 52) sammelten die Kaarster Familien Johnen, Langenfels, Meyer und Hügen Spenden, um ein neues Wegekreuz an der alten Landwehr zu erbauen. Es sollte damit einer viele Jahre zurückliegenden Rückkehr aus der Kriegsgefangenschaft gedankt werden. Es kamen genug Spenden zusammen, um dort im Jahr 1980 eine kleine Kapelle mit acht Plätzen zu errichten. Eine Inschrift weist auf die Kapelle als Bittstelle hin: „In der Hoffnung auf Erhaltung des Friedens, der Früchte des Feldes und des Wildes“. Am Hubertustag findet regelmäßig ein Gottesdienst vor der Kapelle statt, das alte Wegekreuz wurde auf das Gelände des Neuhofs versetzt. |
|           | HanMaUm Seon Deutschland e.V. | Buddhismus                          | Kaarst Broicherdorfstraße 102, 41564 Kaarst  |                         | [ 15 ] |